# 5 Colours in Her Hair
5 Colours in Her Hair è un singolo del gruppo musicale britannico McFly, pubblicato nel 2004 ed estratto dal loro primo album in studio Room on the 3rd Floor.

## Tracce
- CD 1 (UK)

1. 5 Colours in Her Hair – 2:58
2. Lola (featuring Busted) – 4:13

- CD 2 (UK)

1. 5 Colours in Her Hair – 3:00
2. Saturday Nite – 2:48
3. The Guy Who Turned Her Down – 3:58
4. 5 Colours in Her Hair (Video) – 3:00

## Classifiche
| Classifica (2004) | Posizione raggiunta |
| ----------------- | ------------------- |
| Regno Unito       | 1                   |